# Лю Юен
Лю Юен (на китайски: 劉淵; на пинин: Líu Yuān) е хунски военачалник и първи император на Хан Джао (304 – 310).

## Биография
Лю Юен е роден около 251 година, вероятно в днешната провинция Шанси, която по това време е част от царството Цао Уей. Той е внук на Юфулуо (150 – 196), предпоследният шанюй на южните хунну, които от 1 век са васали на империята Хан. Израства в двора на империята Дзин, където получава добро образование и си създава връзки сред висшата китайска аристокрация. Назначен е от императора за управител на едно от петте подразделения на хунну, а след това и на всички хунну.
Лю Юен се включва във Войната на осемте князе на страната на Съма Ин. През 304 година той се обявява за цар и велик шанюй, а след смъртта на Съма Ин и за изцяло независим. Той се противопоставя на Дзин, претендирайки за права над трона, тъй като хунските шанюи произлизат по женска линия от династията Хан. С това той поставя началото на просъществувалата четвърт век хунска държава Хан Джао.
Към войските на Лю Юен се присъединяват и други бунтовници срещу Дзин, като Шъ Лъ, и през 308 и 309 година предприемат две настъпления към столицата на Дзин Лоян, но са отблъснати.
Лю Юен умира на 19 август 310 година и е наследен от най-големия си син Лю Хъ, който няколко седмици по-късно е убит и наследен от брат си Лю Цун.